# Emilio Mola
Emilio Mola Vidal (Placetas, 9. lipnja 1887. – Burgos, 3. lipnja 1937.), španjolski general, jedan od vođa vojne pobune 1936. godine koja je označila početak Španjolskoga građanskog rata. U povijesti je ostao zapamćen i kao tvorac kovanice „peta kolona”.
Rođen je na Kubi, tada španjolskoj koloniji, gdje mu je otac, vojni časnik, bio stacioniran. Godine 1907. upisao je Pješačku akademiju u Toledu. Sudjelovao je u ratu u Maroku gdje je dobio i odlikovanje, time se uspostavivši kao autoritet za vojna pitanja. Godine 1927. dobio je čin brigadnoga generala.
U Građanskom ratu bio je vođa nacionalističkih snaga na sjeveru Španjolske. Iako nacionalistički puč iz srpnja 1936. nije uspio, većina vojske ga je podržavala.
Poginuo je u zrakoplovnoj nesreći blizu baskijskog grada Vitoria 3. lipnja 1937. godine.
Izraz peta kolona prvi put je upotrijebio tijekom obraćanja putem radija 1936. godine. Naime, kako su se četiri kolone njegove vojske kretale prema Madridu, general je rekao kako postoji i peta kolona koja je već u Madridu, misleći pritom na vojne pristaše, koja potkopava moral republikanske vlade. 